# Mohsin Khan
Mohsin Khan (tên khai sinh là Waseem Khan, sinh ngày 26 tháng 10 năm 1991 tại Nadiad, Gujarat, Ấn Độ) là một nam diễn viên người Ấn Độ. Anh được biết đến qua vai diễn Kartik Goenka trong bộ phim Tình yêu diệu kỳ.

## Tiểu sử
Mohsin Khan sinh ngày 26 tháng 10 năm 1991 trong một gia đình theo đạo Hồi ở Nadiad, Gujarat, Ấn Độ. Khi sinh ra, anh tên là Waseem, tuy nhiên sau đó, cha anh quyết định đổi tên anh thành Mohsin Khan.
Anh từng học tại Học viện Trẻ em ở Mumbai và học ngành kỹ thuật tại Đại học Bách khoa Thakur, Mumbai, nhận bằng Kỹ thuật Điện tử Viễn thông, đồng thời anh cũng có bằng Cử nhân Nghiên cứu quản lý tại Trường Cao đẳng Mithibai.

## Sự nghiệp
Mohsin Khan bắt đầu sự nghiệp nghệ thuật với tư cách là trợ lý đạo diễn cho bộ phim Koyelaanchal. Anh có vai chính đầu tay trong bộ phim Nisha Aur Uske Cousins nhưng anh trở nên nổi tiếng qua vai diễn Kartik Goenka trong bộ phim Tình yêu diệu kỳ và đóng chung với Shivangi Joshi.

## Sự nổi tiếng trong giới truyền thông
Mohsin Khan được tạp chí Eastern Eye đưa vào danh sách 50 người đàn ông quyến rũ nhất châu Á, xếp hạng thứ 17 vào năm 2017 và hạng 6 vào năm 2018.
Anh cũng được tạp chí The Times of India đưa vào danh sách những người đàn ông được khao khát nhất màn ảnh nhỏ với vị trí thứ 46 vào năm 2018, thứ 43 vào năm 2019 và hạng 5 vào năm 2020.

## Danh sách tác phẩm

### Phim truyền hình
| Năm       | Tác phẩm                         | Vai diễn              | Tham khảo |
| --------- | -------------------------------- | --------------------- | --------- |
| 2014      | Love by Chance                   | Jignesh               |           |
| 2014      | Meri Aashiqui Tum Se Hi          | Roumil                |           |
| 2014      | Nisha Aur Uske Cousins           | Ritesh                |           |
| 2015      | Dream Girl - Ek Ladki Deewani Si | Samar Sareen          |           |
| 2015      | Pyaar Tune Kya Kiya              | Suraj                 |           |
| 2016      | Pyaar Tune Kya Kiya              | Girish                |           |
| 2016–2021 | Tình yêu diệu kỳ                 | Kartik "Kittu" Goenka | [ 2 ]     |

#### Vai diễn khách mời
| Năm  | Tác phẩm                  | Vai diễn      | Tham khảo |
| ---- | ------------------------- | ------------- | --------- |
| 2019 | Yeh Rishtey Hain Pyaar Ke | Kartik Goenka | [ 15 ]    |
| 2019 | Nach Baliye (phần 9)      | Kartik Goenka |           |

### Phim chiếu mạng
| Năm  | Tác phẩm    | Vai diễn | Ghi chú | Tham khảo |
| ---- | ----------- | -------- | ------- | --------- |
| 2024 | Jab Mila Tu | Maddy    |         | [ 16 ]    |

### Phim ca nhạc
| Năm  | Tác phẩm                         | Ca sĩ                          | Tham khảo |
| ---- | -------------------------------- | ------------------------------ | --------- |
| 2020 | Baarish                          | Stebin Ben, Payal Dev          | [ 17 ]    |
| 2020 | Woh Chaand Kahan Se Laogi        | Vishal Mishra                  | [ 18 ]    |
| 2021 | Pyaar Karte Ho Na                | Shreya Ghoshal, Stebin Ben     | [ 19 ]    |
| 2021 | Nainon Ka Ye Rona Jaaye Na       | Raj Barman                     | [ 20 ]    |
| 2022 | Uff                              | Shreya Ghoshal                 | [ 21 ]    |
| 2022 | Tumko Dekha Toh Pyaar Aagaya     | Raj Barman                     | [ 22 ]    |
| 2022 | Teri Ada                         | Mohit Chauhan, Saumya Upadhyay | [ 23 ]    |
| 2022 | Chand Naraz Hai                  | Abhi Dutt                      | [ 24 ]    |
| 2022 | Shonk Se                         | Afsana Khan                    | [ 25 ]    |
| 2022 | Jaa Rahe Ho                      | Yasser Desai                   | [ 26 ]    |
| 2022 | Aashiq Hoon                      | Raj Barman                     | [ 27 ]    |
| 2022 | Dheere Dheere Tumse Pyaar Hogaya | Stebin Ben                     | [ 28 ]    |
| 2022 | Ishq Ishq Karke                  | Stebin Ben                     | [ 29 ]    |
| 2022 | Saawan Ki Boondein               | Stebin Ben                     | [ 30 ]    |
| 2022 | Tu Mujhse Juda                   | Akhil Sachdeva                 | [ 31 ]    |
| 2023 | Kuch Toh Zaroor Hai              | Javed Ali                      | [ 32 ]    |
| 2023 | Rista Rista                      | Stebin Ben                     | [ 33 ]    |

## Giải thưởng và đề cử
| Năm  | Giải thưởng                                      | Hạng mục                                                              | Tác phẩm         | Kết quả   | Tham khảo |
| ---- | ------------------------------------------------ | --------------------------------------------------------------------- | ---------------- | --------- | --------- |
| 2017 | Giải Vàng                                        | Nam diễn viên có vai diễn đầu tay xuất sắc nhất                       | Tình yêu diệu kỳ | Đoạt giải |           |
| 2017 | Giải thưởng dành cho Khán giả Truyền hình châu Á | Nam diễn viên của năm                                                 | Tình yêu diệu kỳ | Đề cử     |           |
| 2018 | Giải Vàng                                        | Cặp đôi màn ảnh nhỏ xuất sắc nhất (đoạt giải cùng với Shivangi Joshi) | Tình yêu diệu kỳ | Đoạt giải | [ 34 ]    |
| 2019 | Giải Vàng                                        | Nam diễn viên xuất sắc nhất                                           | Tình yêu diệu kỳ | Đoạt giải | [ 35 ]    |
| 2019 | Giải thưởng dành cho Khán giả Truyền hình châu Á | Nam diễn viên của năm                                                 | Tình yêu diệu kỳ | Đề cử     |           |
| 2022 | Giải thưởng Hàn lâm Truyền hình Ấn Độ            | Nam diễn viên được yêu thích nhất                                     | Tình yêu diệu kỳ | Đề cử     |           |
| 2024 | Giải thưởng Biểu tượng Phong cách Pinkvilla      | Nam diễn viên truyền hình phong cách nhất                             | —                | Đoạt giải | [ 36 ]    |